# Jafar Salmasi
Mohammad Jafar Salmasi (in persiano محمد جعفر سلماسی‎; Al-Kazimiyya, 22 settembre 1918 – Salmas, 31 gennaio 2000) è stato un sollevatore iraniano.

## Palmarès

### Olimpiadi
- Bronzo a Londra 1948 nei pesi piuma.

### Giochi asiatici
- Oro a New Delhi 1951 nei pesi piuma.